# بخش لاریجان
لاریجان یکی از بخش‌های شهرستان آمل در استان مازندران ایران است این بخش جنوبی‌ترین ناحیه استان مازندران است و در دامنه‌های شمالی رشته کوه البرز قرار گرفته‌است. کوه دماوند در لاریجان قرار داشته و راه‌های صعود به آن در لاریجان جای دارد. مردم لاریجان از قومیت طبری هستند و به زبان مازندرانی سخن می‌گویند. لاریجان یکی از منطقه‌های تاریخی و باستانی ایران است که جاذبه‌های طبیعی تاریخی زیادی در خود جای داده‌است. این منطقه دارای روستاهای کوهستانی، دشت‌ها و مراتع زیادی می‌باشد. در حال حاضر به دلیل وجود رودخانه هراز که از قله دماوند سرچشمه می‌گیرد بهترین و باکیفیت‌ترین ماهی قزل‌آلا خاورمیانه در این منطقه پرورش داده می‌شود. این منطقه یکی از مناطق اسطورهٔ ایران نیز می‌باشد.

## تقسیمات کشوری
| محمودآباد نور فریدون کنار بابل تهران دابو دشت سر مرکزی امامزاده عبدالله لاریجان آمل |

بخش لاریجان دارای دو شهر رِینه، گزنک به مرکزیت گزنک است که دارای ۷۳ روستا و آبادی است و از دو دهستان بالا لاریجان و پائین لاریجان تشکیل شده‌است.
- دهستان بالا لاریجان شامل: وانا، گزنک، کنارانجام، بایجان، آبگرم، گرنا، نوا، گیلاس، نیاک، آب اسک، ایرا، امیری، پلور، زیار و لاسم و کتل امامزاده هاشم.

شهر: رینه، گزنک
- دهستان پائین لاریجان شامل: پنجاب دلارستاق و نمارستاق که مشتمل بر هفده روستا می‌باشد که به هفده بلوک معرف است و به دو قسمت شمالی وجنوبی تقسیم گردیده‌است. قسمت شمالی شامل روستاهای: سوا، امره اتاق سرا، شیخ‌محله، پلریه، کلری، کفا، نمار و دیوران منطقهٔ خوش‌منظرهٔ دریوک و قسمت جنوبی نمارستاق شامل: نسل، دره‌کنار، نیزه (علی‌آباد)، حسن‌آباد، امامزاده عبدالمناف، کردچالک و روستای خوش‌منظرهٔ فیس (ارتفاع از سطح دریا ۲۳۵۰ متر است).

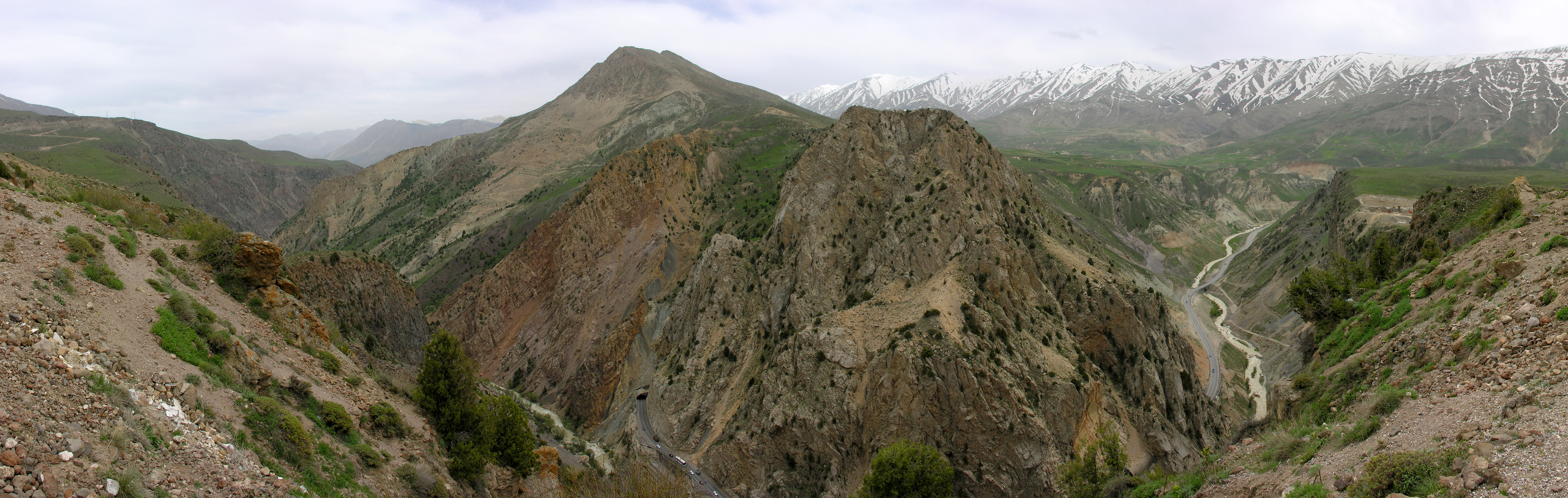
نمایی از جادهٔ هراز و بخشی از رشته‌کوه البرز در منطقهٔ زیار، بخش لاریجان در شهرستان آمل، استان مازندران

## دماوند
کوه دماوند، کوهی در شمال ایران است که بلندترین کوه ایران و بلندترین قلهٔ آتشفشانیِ آسیاست. دماوند دومین کوه بلند فلات ایران و خاورمیانه است. دماوند در پارهٔ مرکزی رشته‌کوه البرز در جنوب دریای خزر جای دارد. بر اساس تقسیمات کشوری، این کوه در بخش لاریجان آمل در استان مازندران قرار دارد. این کوه در سی‌ام تیرماه سال ۱۳۸۷ به عنوان نخستین اثر طبیعی ایران در فهرست آثار ملّی ایران ثبت شده و از سال ۱۳۸۱ به عنوان «اثر طبیعی ملّی» در شمار مناطق چهارگانهٔ ارزشمند از نظر حفاظت محیط زیست قرار گرفته‌است و امروزه تلاش دوستداران محیط زیست و سازمان محیط زیست کشور بر این است تا این کوه بلند در آثار طبیعی جهان، یونسکو ثبت شود.

## وجه تسمیه
در زبان مازندرانی واژه لار به معنای هوای مطبوع و دلنشین است و واژه جوج به معنای هوای سرد و خشک و یخ است و واژه پِل به معنای هوای گرم و مرطوب است واژه لار در اسامی بسیاری از مناطق مازندران همچون لاریم جویبار و لاریجان آمل دیده می‌شود.
کلمه لار و لَر که در سر آغاز برخی اسامی اماکن فلات ایران دیده می‌شود غالباً به معنی جوی و نهر است. چنان‌که در دریاچه لار و رودخانه لار در لاریجان نیز واژه (لار) وجود دارد.
 در مجموع یعنی لاریجان در اصل لاری گان یعنی جایگاه منسوب به نهر است.
 ریشه کلمه علی القاعده همان زار (جریان یافتن آب است،
 طبق قاعده تبدیل ز، ذ به ل از پهلوی به فارسی): مصرع مثالی از دهخدا:بهشت و جوی شیرش آب لار است.

## تاریخچه

### دوران باستان

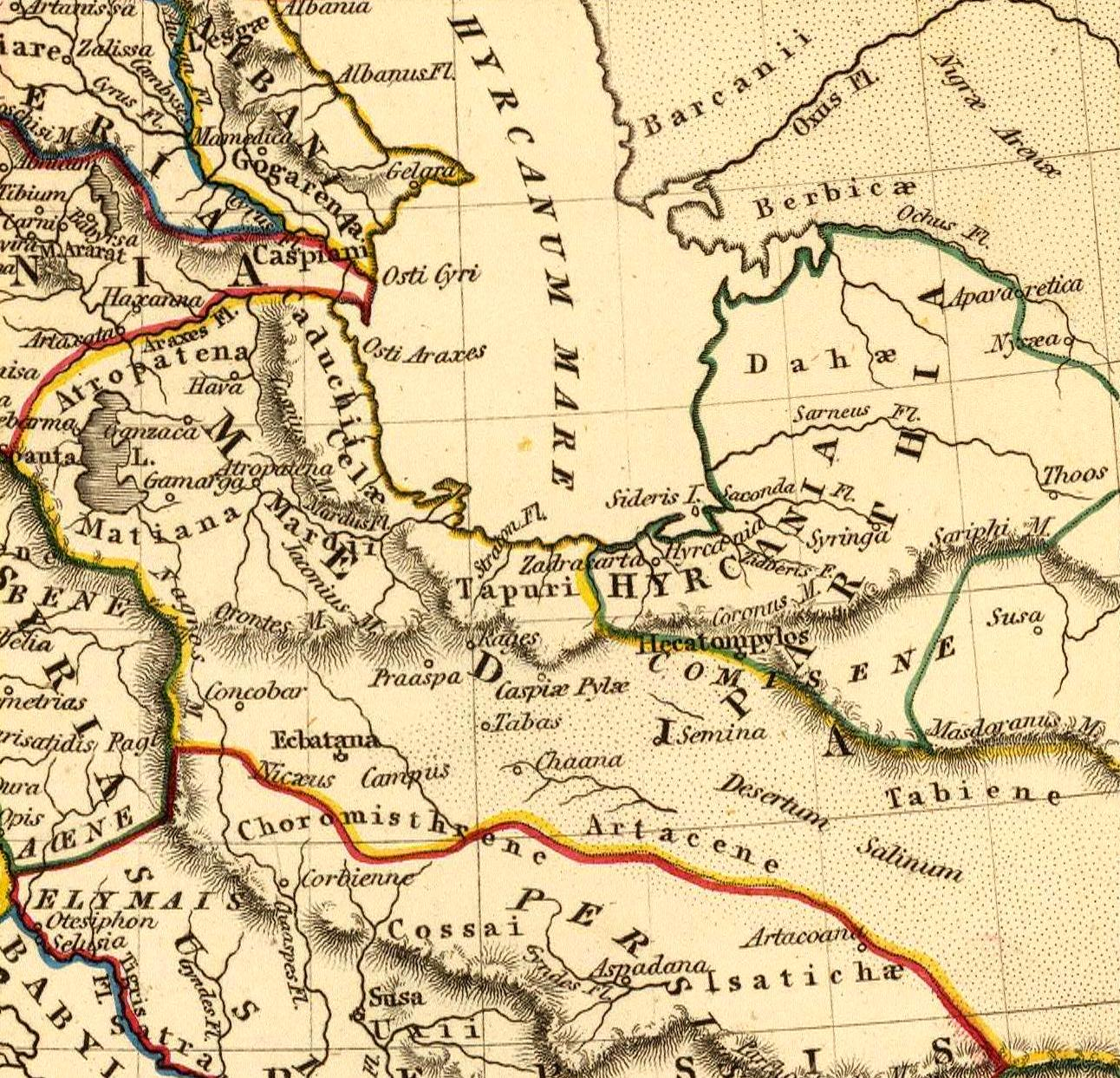
موقعیت تپورها در قرن دوم قبل از میلاد، از شرق سپیدرود تا اسرم هیرکانیا

استان مازندران پیش از اسلام تپورستان (به پهلوی: ) نامیده می‌شد که برگرفته از نام قوم تپوری (به یونانی: Τάπυροι) می‌باشد که پس از اسلام قوم طبری نام گرفتند و سرزمینشان طبرستان نامیده شد.
به گفته واسیلی بارتلد تپوری‌ها در قسمت جنوب شرقی ولایت سکونت داشتند و در قید اطاعت هخامنشیان درآمده بودند و آماردها مغلوب اسکندر مقدونی و بعد مغلوب اشکانیان شدند و اشکانیان در قرن دوم ق. م آنها را در حوالی ری سکونت دادند و اراضی سابق آماردها به تصرف تپوری‌ها درآمد و بطلمیوس در شرح دیلم یعنی قسمت شرقی گیلان در ساحل بحر خزر فقط از تپوری‌ها نام می‌برد. به گفته مجتبی مینوی قوم آمارد و قوم تپوری در سرزمین مازندران می‌زیستند و تپوری‌ها در ناحیه کوهستانی مازندران و آماردها در ناحیه جلگه‌ای مازندران سکونت داشتند. در سال ۱۷۶ ق. م فرهاد اول اشکانی قوم آمارد را به ناحیه خوار کوچاند و تپوری‌ها تمام ناحیه مازندران را فرو گرفتند و تمام ولایت به اسم ایشان تپورستان نامیده شد. شهرهای آمل، چالوس، کلار، سعیدآباد و رویان جزئی از سرزمین قوم تپوری بودند.
ویلیام اسمیت در فرهنگ لغت جغرافیای یونان و روم می‌نویسد: تپورها قومی بودند که محل سکونت آنها در دوره‌های مختلف تاریخ به نظر می‌رسد در امتداد فضای وسیعی از کشور از ارمنستان به سمت شرق تا آمودریا گسترش یافته بود. استرابون آنها را در کنار دروازه‌های کاسپین و ری، در پارت و بین دربیک و اسرم هیرکانی و همراه با آماردی‌ها و سایر مردم در امتداد سواحل جنوبی دریای مازندران قرار می‌دهد که آخرین دیدگاه یعنی سکونت در امتداد سواحل جنوبی دریای مازندران مطابق نظر کوینت کورس و دیونیسوس و پلینی هم می‌باشد. بطلمیوس در جایی آنها را در زمره اقوام سرزمین ماد به حساب می‌آورد و در جایی دیگر آنها را به مارگیانا نسبت می‌دهد. تپوری‌هایی که در پلینی و کوینت کورس به آنها اشاره می‌کند شکی در آن نیست که ناحیه کنونی طبرستان نام خود را از آنها گرفته‌است. آلیان توصیف عجیبی از تپوری‌هایی که در ماد زندگی می‌کردند ارائه می‌دهد.

### پیشینه
مورخان اسلامی لاریجان را لارز نوشته‌اند که معرب واژه طبری لارج می‌باشد. ابن فقیه همدانی لارز را بخشی از رویان ذکر نموده‌است که در طبرستان واقع شده بود. ابن فقیه همدانی می‌نویسد: رویان از کوره‌های طبرستان است و از شهرهای رویان: چالوس، لارز، شرز و بذشوارجر است. به گفته به اعتقاد محققین لاریجان یا لارجان در اصل لای ریژان یا لای ریزان بود؛ به معنی جایی که «لای» یا «رسوب» از آن ریزش دارد و از سه جز «لای»، «ریز» و «ان» ساخته شده‌است. جز لای همان رسوب و ریز از مصدر ریزش و ریختن و ان علامت نسبت و قید مکان هست. همچنین لار در زبان طبری به معنای خوش آب و هوا می‌باشد. بنابر روایت دیگر، لاریجان، از دو جز «لارج» و «ان» ترکیب شده‌است. لارج شکل دیگری از لاریک است که در زبان طبری لاری می‌گویند. طاهرا پس از ویرانی دهکده‌های قصران و درهٔ لار، معروف به «لار رستمدار»، مردم آن نواحی به نواحی گرم تر در کنار رودخانهٔ هراز آمده‌اند و حتی نقل شده‌است که بر اثر سرما و طوفان شدید، که در شده‌های گذشته در منطقهٔ لار و رستمدار اتفاق افتاده، شماری از ساکنان معدوم شده‌اند و عده ای که جان سالم به در برده‌اند از ترس سرما به مناطق به مناطق جنوبی کشور، یعنی لار فارس مهاجرت نموده و منطقهٔ آباد شده را به نام اجداد خود به نام لار در استان فارس نام گذاری نمودند.
تاریخ نویسان عهد قدیم مطالبی دربارهٔ لاریجان، از نظر سیاسی، اجتماعی و جغرافیاییی بیان کرده‌اند. از جمله لاریجان یک از قدیمی‌ترین نواحی طبرستان است که قریه ورکه محل تولد فریدون و زندانی شدن ضحاک در آن واقع شده‌است. ابن اسفندیار (مورخ قرن ششم) در تاریخ طبرستان، فریدون را اهل روستای ورک لاریجان معرفی می‌کند. ناحیه ای به نام وَرِن در دهستان هرازپی جنوبی شهرستان آمل قرار دارد.

## جمعیت
بنابر سرشماری مرکز آمار ایران، جمعیت بخش لاریجان شهرستان آمل در سال ۱۳۸۵ برابر با ۸۷۲۱ نفر بوده‌است. مردم لاریجان به زبان مازندرانی صحبت می‌کنند.

### طبیعی و تحقیقاتی

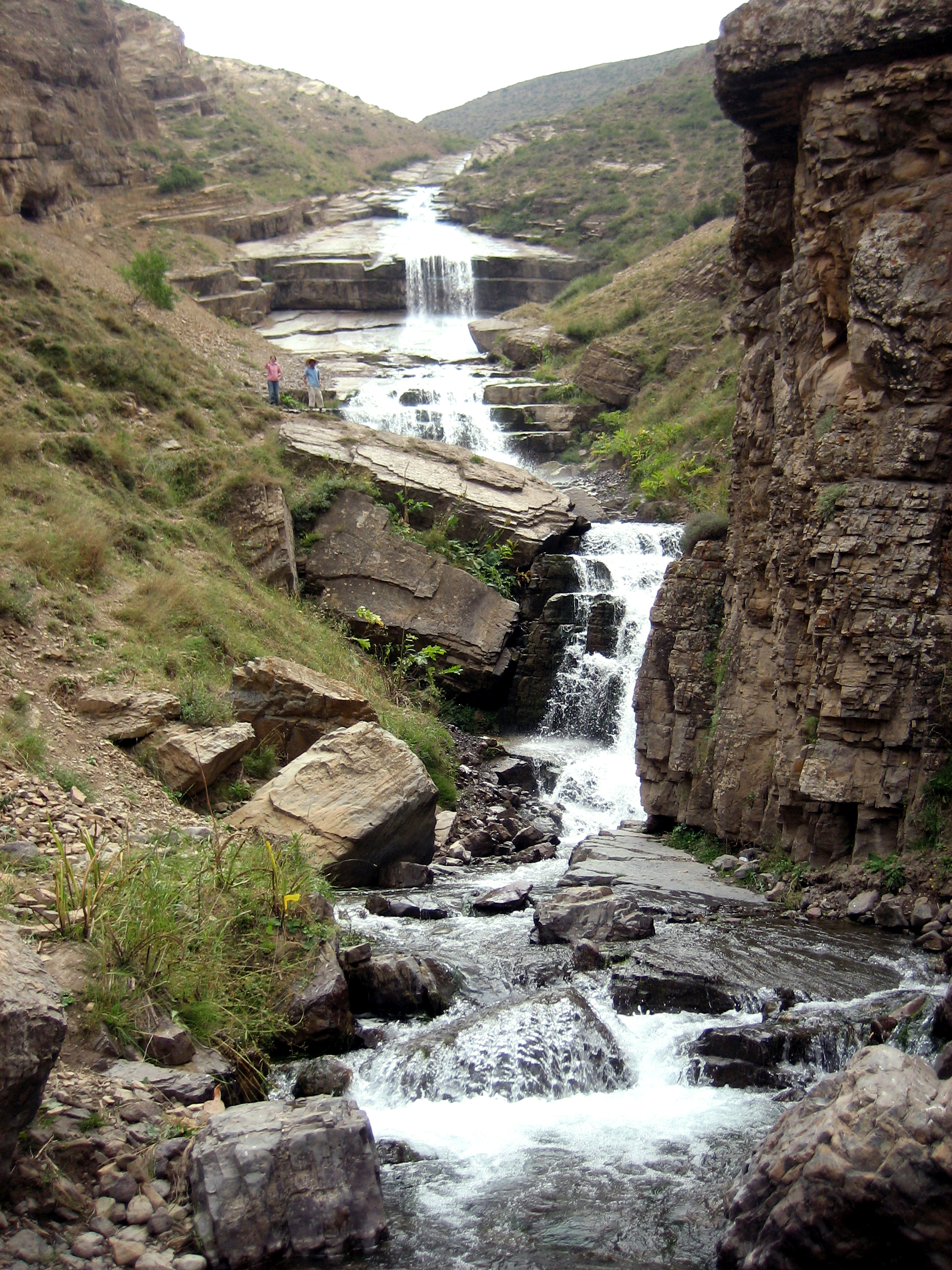
آبشار دریوک
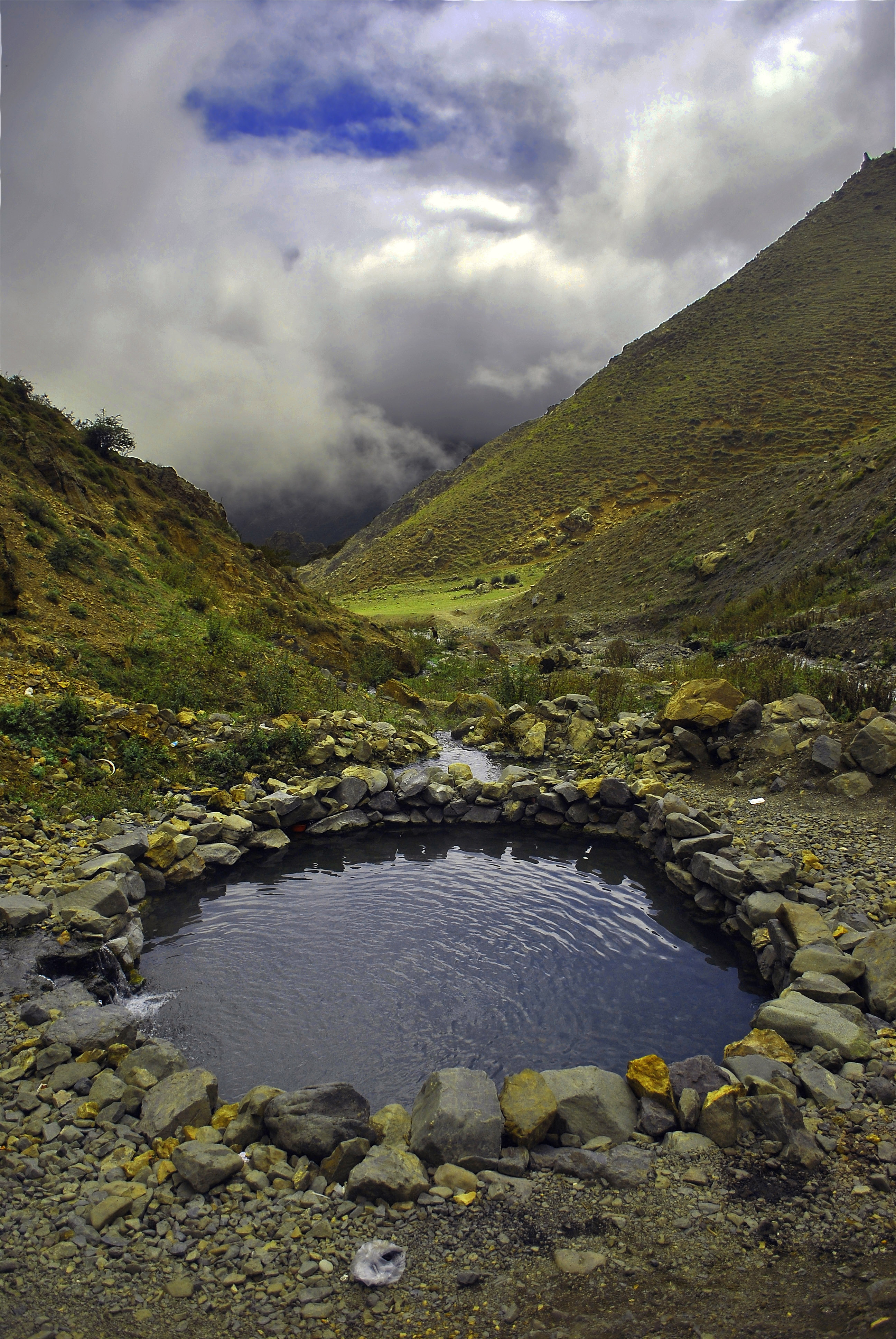
چشمهٔ آب معدنی در لار
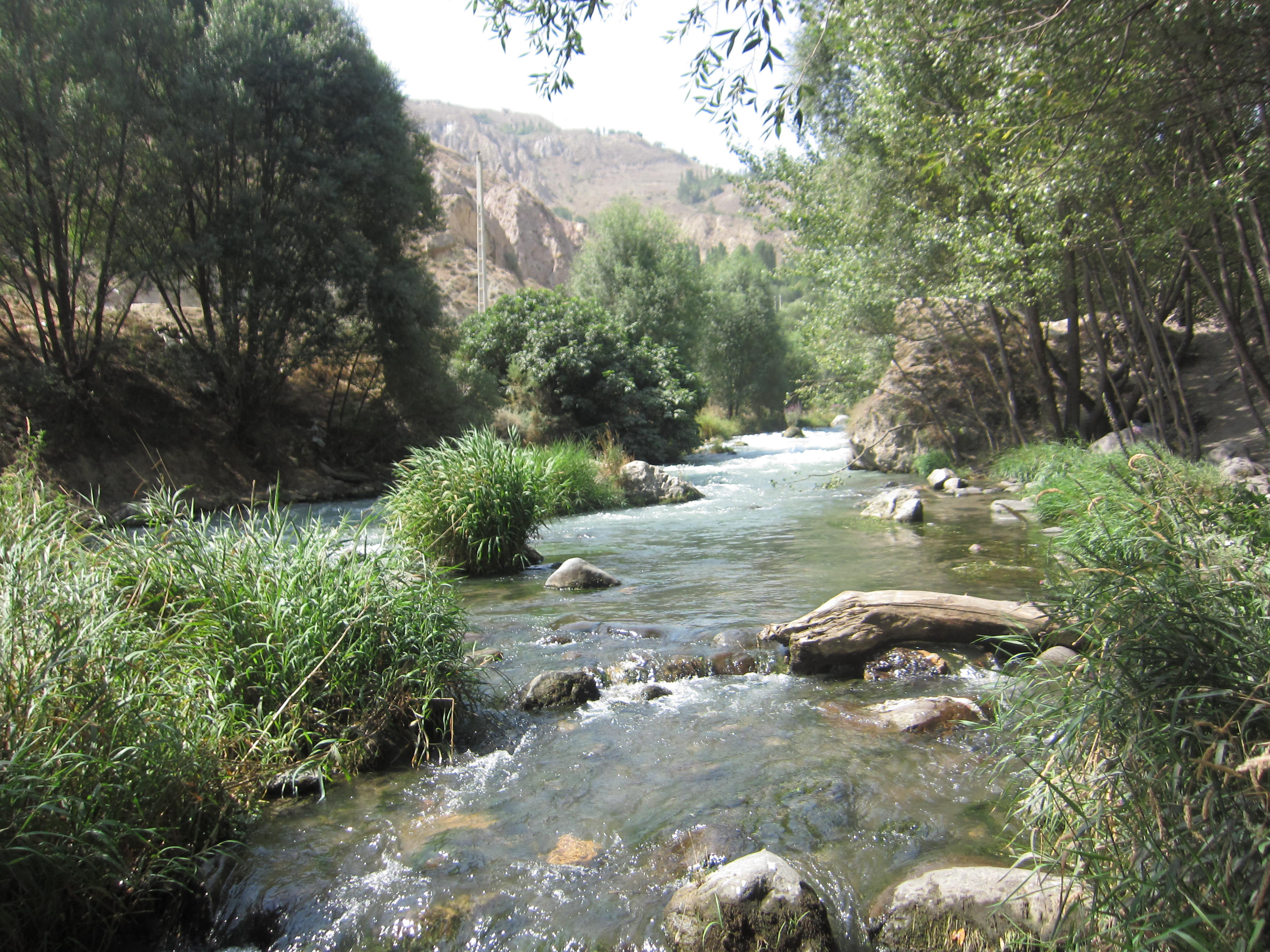
رود هراز
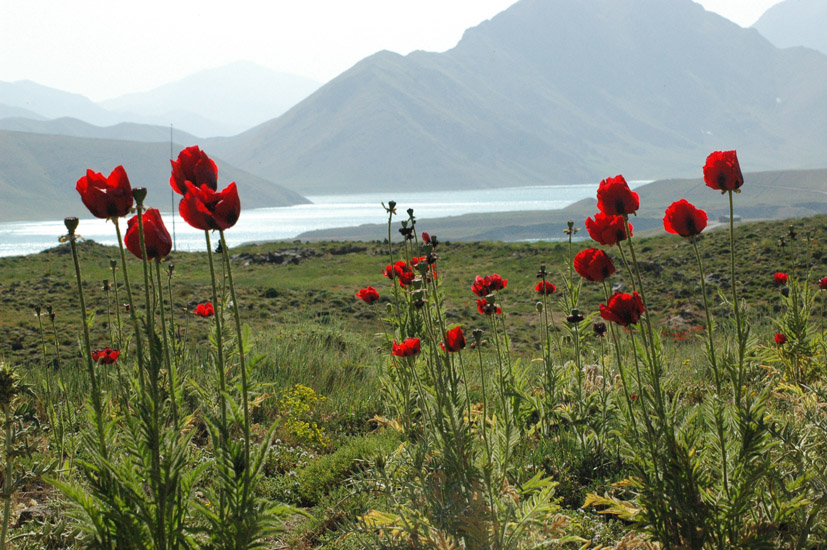
سد لار

### جاذبه‌های تاریخی و باستانی

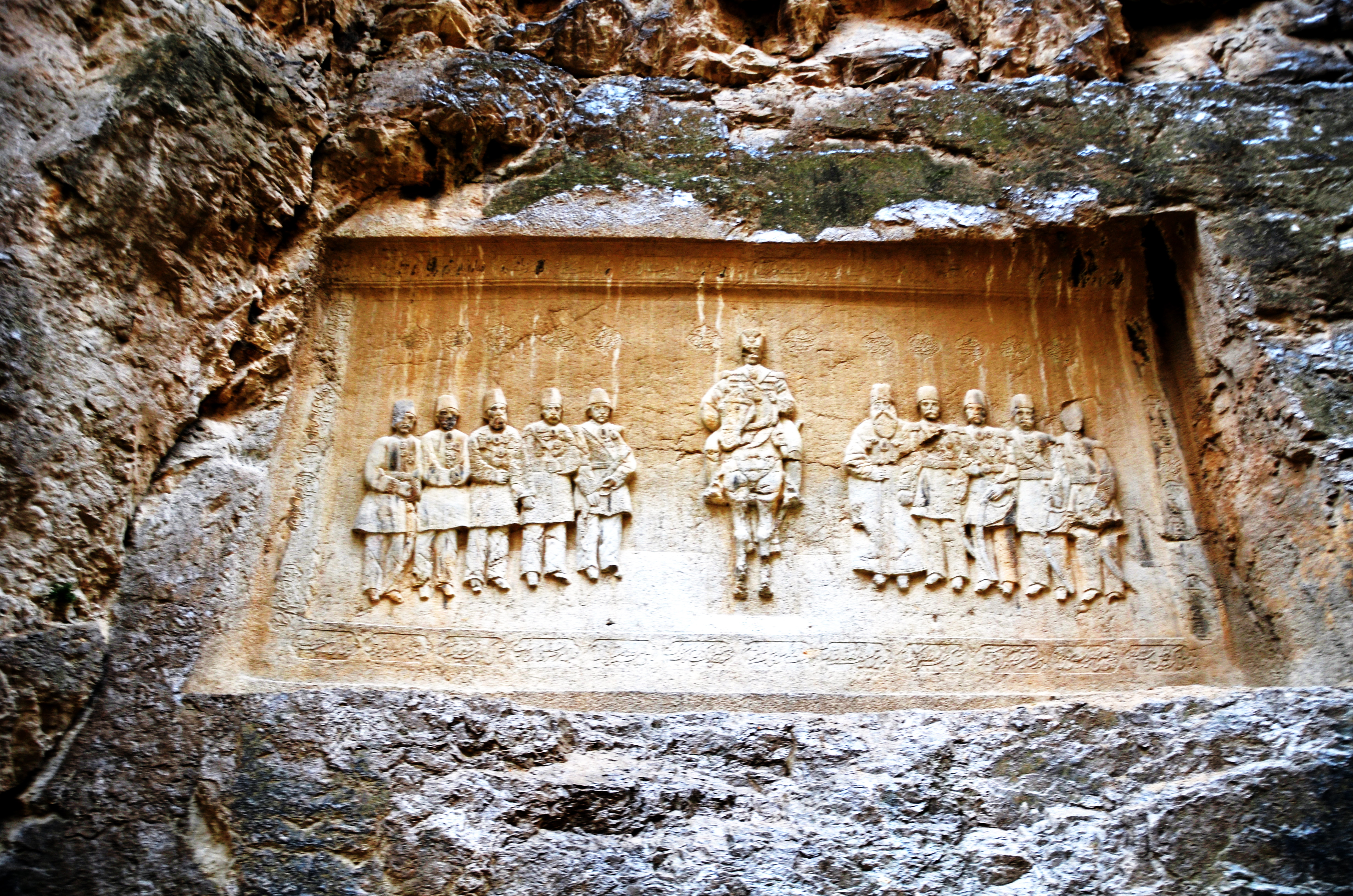
شکل شاه
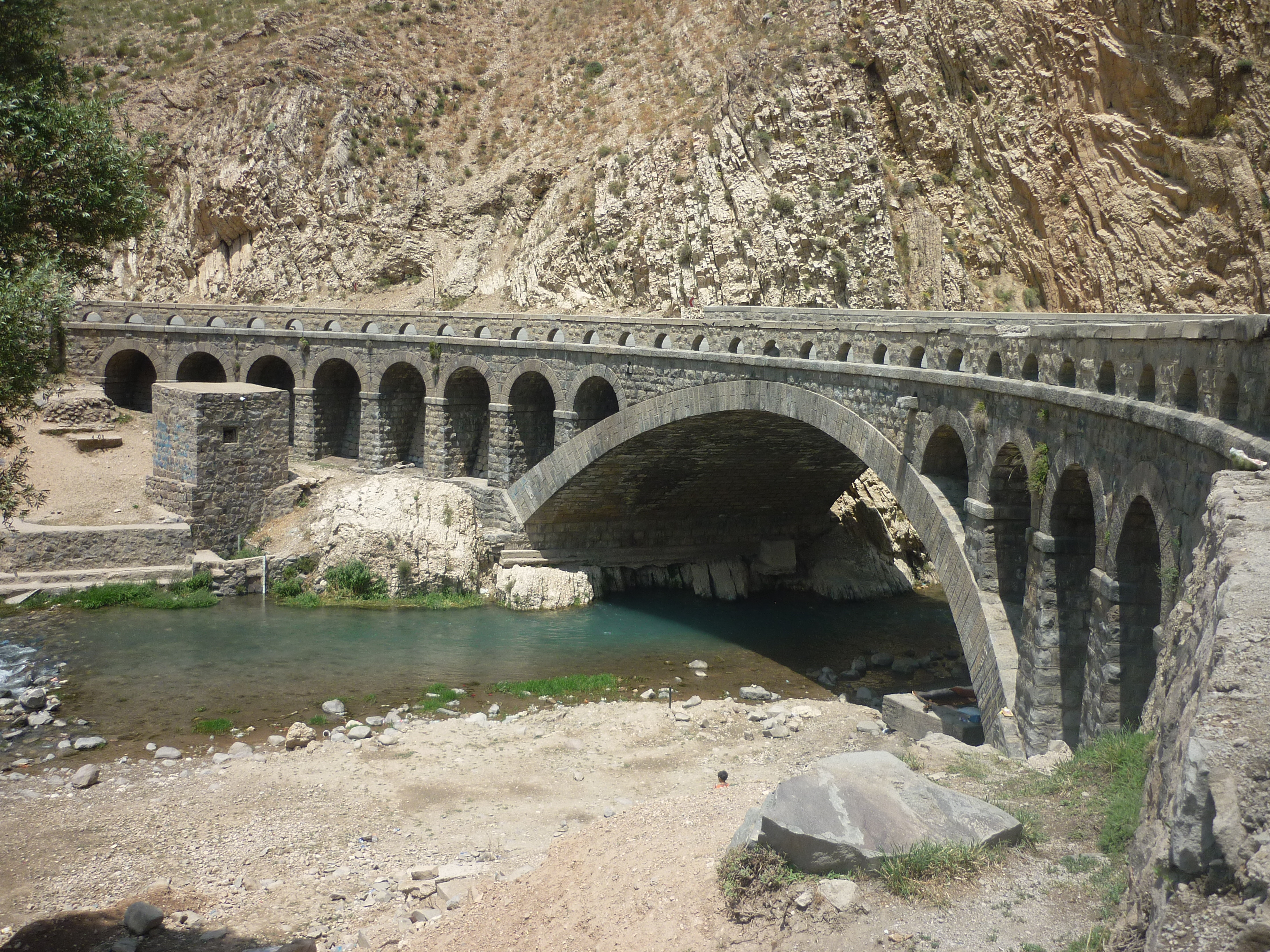
پل سنگی پلور
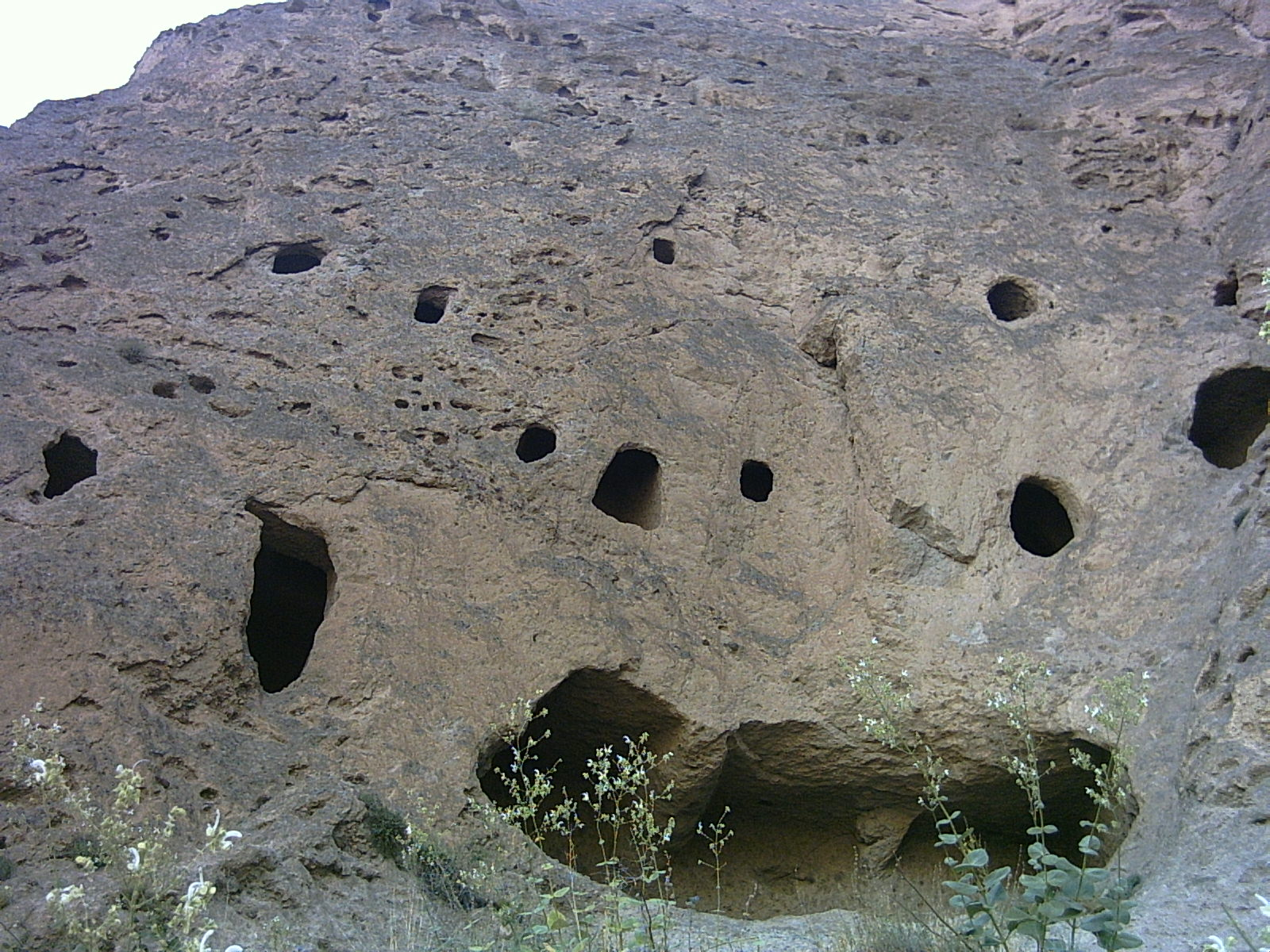
دخمه‌های سنگی کافر کلی

## محصولات

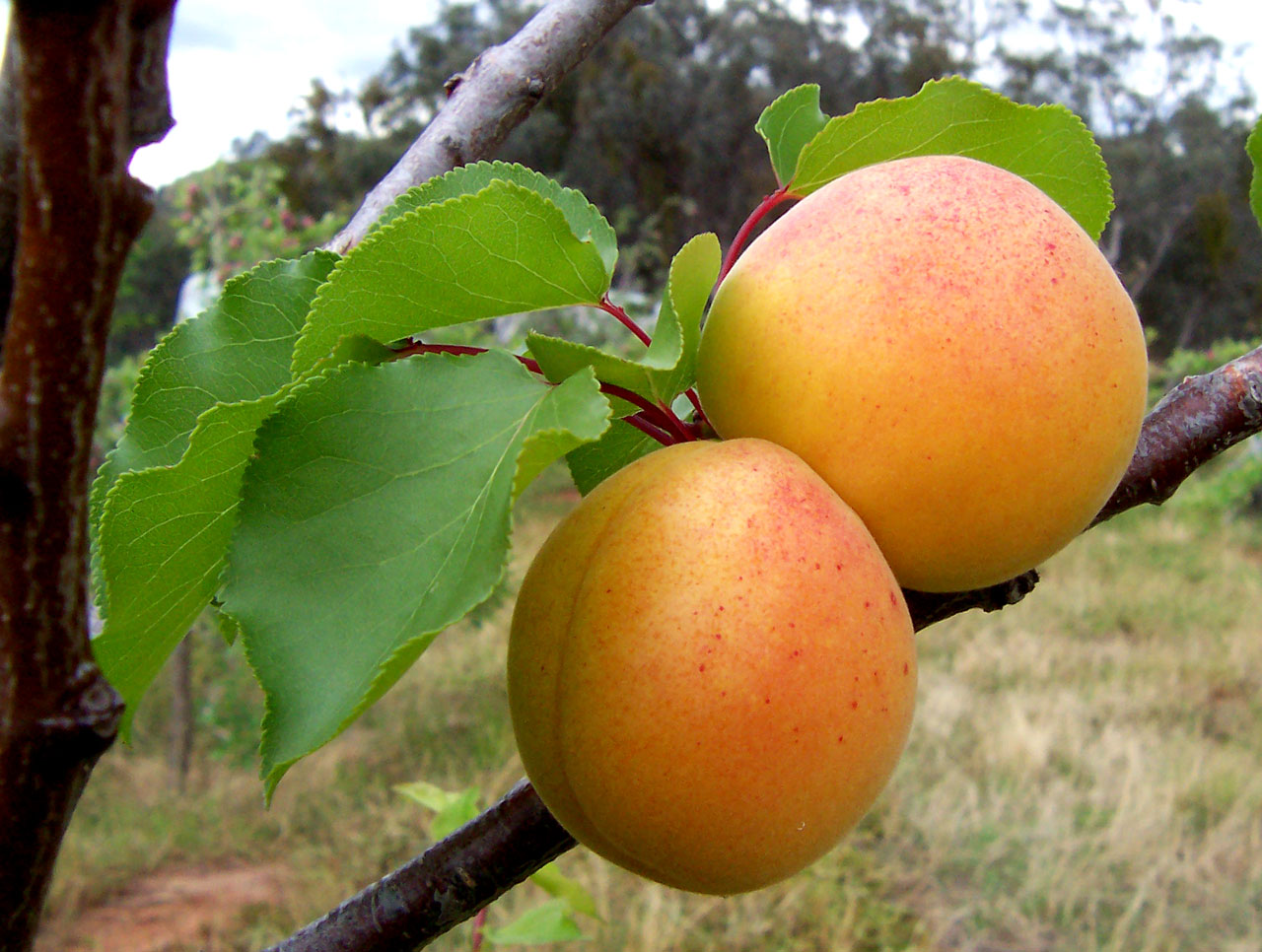
زردآلو در روستا ایرا، لاریجان